# ヘクタン
| ヘクタン      | ヘクタン     |
| ------------- | ------------ |
| CH3(CH2)98CH3 |              |
| IUPAC名       | ヘクタン     |
| 分子式        | C100H202     |
| 分子量        | 1404.674     |
| CAS登録番号   | 6703-98-6    |
| 密度と相      | 0.837 g/cm3, |
| 融点          | 115.25 °C    |
| 沸点          | 720.956 °C   |

ヘクタン (Hectane) とは、直鎖状のアルカンの1種。炭素原子が100個、分岐することなく一列に連なっている。分子式はC100H202。分子量は約1404.674である。なお異なる値を提げる資料もあって、例えば分子量は1404.6739 (Da)という資料や、1404.67395という資料などがある。モル体積は1679.21 (cm3/mol)。表面張力は32.5400009155273 (dyne/cm)。分極率は184.473×10-24 (cm3)。密度は0.837 (g/cm3)であるから、水に浮く固体と言える。気化熱は101.574 (kJ/mol)。蒸気圧は25℃において0 (mmHg)。融点は388.40 (K)。沸点は760mmHgにおいて720.956 (℃)。引火点は972.743 (℃)。なお構造異性体の種類は約5.92107×1039。